# Валтер Йенс
Валтер Йенс (на немски: Walter Jens) е германски филолог, литературен историк и критик, университетски професор и писател.

## Биография
Роден е на 8 март 1923 г. в Хамбург в семейството на банков директор и учителка.
От 1933 г. до полагането на матура учи в хуманитарната гимназия Gelehrtenschule des Johanneums в родния си град. От 1941 до 1945 г. следва германистика и класическа филология – отначало в Хамбургския университет, после във Фрайбургския университет от 1943 г. Сред неговите преподаватели е философът Мартин Хайдегер.
Поради заболяване от астма Йенс не е мобилизиран във Вермахта. По времето на националсоциализма става член на Хитлеровата младеж и на Националсоциалистическия студентски съюз. След 1 септември 1942 г. е член на Нацистката партия.
По време на Втората световна война получава докторска степен във Фрайбург с теза върху трагедиите на Софокъл. Защитата се провежда в бомбено скривалище. Хабилитира се на 26-годишна възраст в Тюбингенския университет с труда „Тацит и свободата“.
От 1950 г. е член на свободното литературно сдружение Група 47. През същата година си създава име на белетрист с романа „Не. Светът на обвиняемите“ (Nein. Die Welt der Angeklagten). Характерна черта на литературните му творби е интерпретацията на текущи събития с поглед към миналото.
През 1956 г. е назначен за извънреден професор по класическа филология в Тюбингенския университет. През 1962 г. става редовен член на Германската академия за език и литература в Дармщат. От 1963 до 1988 г. завежда катедрата по обща реторика в Тюбингенския университет, който пост е създаден специално за него.
От 1963 г. всяка седмица Валтер Йенс публикува под псевдонима Момос телевизионни прегледи за в-к „Ди Цайт“. От 1965 г. е член на Свободната академия на изкуствата в Хамург.
От 1976 до 1982 г. е президент на международния ПЕН клуб в Германия. От 1989 до 1997 г. е президент на Художествената академия в Берлин, а после е неин почетен президент. От 1990 до 1995 г. е председател на Фондация „Мартин Нимьолер“.
През 1980-те години страда от депресия. През 2004 г. се установява, че е болен от деменция. Умира на 90-годишна възраст през 2013 г.

### Белетристика
- Das weiße Taschentuch, 1947
- Nein. Die Welt der Angeklagten. Roman, 1950
- Der Blinde. Erzählung, 1951
- Vergessene Gesichter. Roman, 1952
- Der Mann, der nicht alt werden wollte. Roman, 1955
- Das Testament des Odysseus, 1957
- Ilias und Odyssee. Nacherzählt, 1958
- Herr Meister. Dialog über einen Roman, 1963
- Die Verschwörung, 1969
- Der tödliche Schlag, 1974
- Der Fall Judas, 1975
- Der Ausbruch. Libretto, 1975
- Der Untergang. Nach den Troerinnen des Euripides, 1982
- Die Friedensfrau. Nach der Lysistrate des Aristophanes, 1986
- Der Teufel lebt nicht mehr, mein Herr! Erdachte Monologe, imaginäre Gespräche, 2001

### Студии
- Hofmannsthal und die Griechen, 1955
- Statt einer Literaturgeschichte. Dichtung im zwanzigsten Jahrhundert, 1957
- Die Götter sind sterblich, 1959
- Deutsche Literatur der Gegenwart. Themen, Stile, Tendenzen, 1961
- Zueignungen. 11 literarische Porträts, 1962
- Fernsehen, Themen und Tabus. Momos 1963 – 1973, 1973
- Republikanische Reden, 1976
- Eine deutsche Universität. 500 Jahre Tübinger Gelehrtenrepublik, 1977 (mit Inge Jens)
- Ort der Handlung ist Deutschland. Reden in erinnerungsfeindlicher Zeit, Walter Jens (Hrsg.), 1981
- Momos am Bildschirm. 1973 – 1983, 1984
- Kanzel und Katheder. Reden, 1984
- Dichtung und Religion. Pascal, Gryphius, Lessing, Hölderlin, Novalis, Kierkegaard, Dostojewski, Kafka, 1985 (mit Hans Küng)
- Deutsche Lebensläufe in Autobiographien und Briefen, 1987 (mit Hans Thiersch)
- Nationalliteratur und Weltliteratur, von Goethe aus gesehen. Essay, 1988
- Feldzüge eines Republikaners. Ein Lesebuch, 1988
- Reden. Kiepenheuer, 1989
- Juden und Christen in Deutschland. 3 Reden, 1989
- Dichter und Staat. Über Geist und Macht in Deutschland; eine Disputation zwischen Walter Jens und Wolfgang Graf Vitzthum, 1991
- Einspruch. Reden gegen Vorurteile, 1992
- Mythen und Dichter. Modelle und Variationen; vier Diskurse, 1993
- Anwälte der Humanität. Thomas Mann, Hermann Hesse, Heinrich Böll, 1993 (mit Hans Küng)
- Vergangenheit – gegenwärtig. Biographische Skizzen, 1994 (mit Inge Jens)
- Menschenwürdig sterben. Ein Plädoyer für Selbstverantwortung, 1995 (mit Hans Küng)
- Dialog mit Hans Küng. Mit Hans Küngs Abschiedsvorlesung, 1996
- Macht der Erinnerung. Betrachtungen eines deutschen Europäers, 1997
- Aus gegebenem Anlaß: Texte einer Dienstzeit, 1998
- Kindlers Neues Literatur-Lexikon. Hrsg.: Walter Jens, 2001
- Pathos und Präzision. Acht Texte zur Theologie, 2002
- Frau Thomas Mann. Das Leben der Katharina Pringsheim, 2003 (mit Inge Jens)
- Katias Mutter. Das außerordentliche Leben der Hedwig Pringsheim, 2005 (mit Inge Jens)
- Auf der Suche nach dem verlorenen Sohn. Die Südamerika-Reise der Hedwig Pringsheim 1907/08, 2006 (mit Inge Jens)
- Unser Uhland. Tübinger Reden, 2013 (mit Hermann Bausinger)

## Награди и отличия
- 1951: Preis der Amis de la Liberté
- 1959: Deutscher Jugendliteraturpreis für Ilias und Odyssee
- 1968: „Награда Лесинг на град Хамбург“
- 1981: „Награда Хайнрих Хайне на град Дюселдорф“
- 1982: Ehrenpräsident des PEN-Zentrum Deutschland
- 1983: Ehrenzeichen für Verdienste um die Republik Österreich
- 1984: Adolf-Grimme-Preis
- 1988: Theodor-Heuss-Preis (zusammen mit Inge Jens)
- 1989: „Награда Херман Зинсхаймер“
- 1990: „Австрийска държавна награда за културна публицистика“
- 1992: Österreichisches Ehrenzeichen für Wissenschaft und Kunst
- 1992: Stiftungsgastdozentur Poetik der Goethe-Universität Frankfurt am Main
- 1997: Bruno Snell-Plakette für beispielhaftes Wirken in Wissenschaft und Gesellschaft der Universität Hamburg
- 1997: Ehrenpräsident der Akademie der Künste, Berlin
- 1998: Ernst-Reuter-Plakette
- 2002: Predigtpreis des VNR Verlag für die Deutsche Wirtschaft|Verlags für die Deutsche Wirtschaft
- 2002: „Голям орден за заслуги на Федерална република Германия със звезда“
- 2003: „Награда Корине“ на баварския президент